# Dewittville
Dewittville est un hameau dont une partie de son territoire appartient à la municipalité de canton de Godmanchester et l'autre partie à la municipalité de canton de Hinchinbrooke, dans la Municipalité régionale de comté du Haut-Saint-Laurent, au Québec (Canada).

## Toponymie
Connu d'abord sous le nom de Portage, ce hameau adopta plus tard le nom de Dewittville pour rappeler le souvenir de Jacob De Witt (1785-1859), originaire des États-Unis et établi sur les lieux avec sa famille vers 1802. Il y ouvre une quincaillerie en 1807 et acquiert la scierie en 1829. Il fut un homme d'affaires prospère et un politicien. Il investit dans l'immobilier et le transport maritime, il est considéré l’un des principaux propriétaires fonciers de Montréal, il participe à la fondation de l’Hôpital général de Montréal, de La Banque du Peuple et de la Banque du Canada.

## Patrimoine
- Un des plus vieux bureaux de poste encore en fonction au pays (1833)
- Maison de Jacob De Witt (1837)
- Moulin à eau de Dewittville